# Édouard Malou
Édouard Malou-Vergauwen, né à Ypres le 1er avril 1791 et mort le 23 mai 1849, est un homme politique belge.

## Biographie
Édouard Pierre Joseph Malou est le fils de Pierre Malou (dit Malou-Riga), négociant, échevin d'Ypres, qui, veuf, sera ordonné prêtre et deviendra curé de l'église Saint-Pierre à New-York, et de Marie-Louise Riga. Il épouse Marie-Angélique Vergauwen.

## Fonctions et mandats
- Membre du Sénat belge : 1837-1849

## Sources
- Carlo BRONNE, La vie impétueuse de Malou-Riga, 1753-1827, Brussel, Brepols, 1962
- Jean-Luc DE PAEPE & Christiane RAINDORF-GERARD, Le Parlement belge, 1831-1894. Données biographiques, Brussel, Académie royale des sciences, des lettres et des beaux-arts, 1996.